# Chajcznoryn
Chajcznoryn (ukr. Хайчнорин) – stacja kolejowa w pobliżu miejscowości Mała Chajcza, w rejonie korosteńskim, w obwodzie żytomierskim, na Ukrainie. Położona jest na linii Białokurowicze – Owrucz.